# Костін Володимир Макарович
Володимир Макарович Костін (нар. 30 липня 1917, Юзівка — пом. 15 квітня 1995, Донецьк) — український скульптор; член Спілки художників України з 1947 року. Чоловік скульпторки Клавдії Водоп'янової, батько Володимира, дід Олени Костіних.

## Біографія
Народився 7 [30] липня 1917 року в місті Юзівці (тепер Донецьк, Україна). Впродовж 1934—1936 років навчався в Одеському художньому училищі; впродовж 1936—1941 років — у Київському художньому інституті (викладачі Леонід Шервуд, Макс Гельман, Олександр Сиротенко, Петро Ульянов, Володимир Климов).
Жив у Донецьку, в будинку на бульварі Пушкіна № 18, квартира 46. Помер в Донецьку 15 квітня 1995 року.

## Творчість
Працював в галузі станкової та монументальної скульптури. Серед робіт:
- рельєф на Палаці піонерів імені Горького у Донецьку (1951);

скульптура
- «Молодий шахтар» (1951, гіпс);
- «Горновий» (1952);
- «Металург» (1956);
- «Двічі Герой Соціалістичної Праці Василь Литвиненка» (1959, гіпс тонований)
- «Африка, що визволяється» (1960);
- «Артем» (1963, бетон);
- «Герой Радянського Союзу Кузьма Гаркуша» (1965, гіпс тонований);
- «Сталевар» (1968).

пам'ятники
- Володимиру Леніну у Шахтарську (1950);
- на братській могилі радянських воїнів і пам'ятник односельчанам у селі Глинці (1956);
- на братській могилі радянських воїнів Південного фронту у селі Новозар'ївці (1957);
- «Нескорені» на могилі керівників Донецького підпілля у Донецьку (1957);
- Василю Литвиненку у селі Зоряному (1960, архітектор Альвін Страшнов);
- Володимиру Леніну у Харцизьку (1964);
- Артему у Донецьку (1967, бронза);
- Микиті Ізотову у Горлівці (1968, архітектор М. Яковлєв);
- Валеріану Куйбишеву у Донецьку (1969, у співавторвтві з Клавдією Водоп'яновою);
- Володимиру Леніну у Донецьку на вулиці Чусовського (1970, у співавторстві з Миколою Ясиненком);
- Володимиру Леніну у Краматорську (1970, бронза, граніт; архітектори М. Яковлєв, Павло Вігдергауз).

Брав участь у республіканських виставках з 1951 року.
|             |                  |                          |
| «Нескорені» | Пам'ятник Артему | Пам'ятник Микиті Ізотову |